# フランク・タバヌ
フランク・パスカル・ポール・タバヌ（Franck Pascal Paul Tabanou、1989年1月30日 - ）は、フランス・ティエ出身のサッカー選手。ポジションはディフェンダー。

## 経歴
2006年にトゥールーズFCの下部組織に入団し、2009年にトップチームに昇格した。5月2日、オリンピック・マルセイユ戦でデビューを果たした。2013年7月、ASサンテティエンヌへ移籍。

## 代表歴
フランス代表として、2009年に地中海競技大会メンバーに選出された。